# ميريل دارك
ميريل دارك (بالفرنسية: Mireille Darc)‏ (مواليد 15 مايو 1938 في تولون - 28 أغسطس 2017)، هي ممثلة وعارضة أزياء فرنسية. اشتهرت بتمثيلها برفقة آلان ديلون لفترة طويلة. وظهرت بشخصية رفيقة جان-لوك غودار في فيلم «وييك إند» سنة 1967. توفيت يوم 28 أغسطس 2017 عن عمر يناهز 79 سنة.

## وصلات خارجية
- الموقع الرسمي
- ميريل دارك على موقع IMDb (الإنجليزية)
- ميريل دارك على موقع روتن توميتوز (الإنجليزية)
- ميريل دارك على موقع ألو سيني (الفرنسية)
- ميريل دارك على موقع ميوزك برينز (الإنجليزية)
- ميريل دارك على موقع تيرنر كلاسيك موفيز (الإنجليزية)
- ميريل دارك على موقع أول موفي (الإنجليزية)
- ميريل دارك على موقع قاعدة بيانات الأفلام السويدية (السويدية)
- ميريل دارك على موقع إن إن دي بي (الإنجليزية)
- ميريل دارك على موقع ديسكوغز (الإنجليزية)
- ميريل دارك على موقع قاعدة بيانات الفيلم (الإنجليزية)